# Hybolasius cristatellus
Hybolasius cristatellus är en skalbaggsart som beskrevs av Bates 1876. Hybolasius cristatellus ingår i släktet Hybolasius och familjen långhorningar. Inga underarter finns listade i Catalogue of Life.